# 仙华街道
仙华街道，中国浙江省金华市浦江县下辖的一个街道。

## 行政区划
下辖以下地区：
中埂社区、五里社区、七里社区、黄龙社区、大许村、后谢村、冯村、永安村、廿亩山村、金宅村、马墅村、徐村、项宅村、五善塘村、河山村、十里亭村、曙光村、后郎村、天仙村、红旗村、方宅村、田畈中央村、戴宅村、浦北村、仙华村、云宫村、登高村、道光村、寺口村和石宕村。